# Montgeard
Montgeard est une commune française située dans l'est du département de la Haute-Garonne, en région Occitanie.
Sur le plan historique et culturel, la commune est dans le Lauragais, l'ancien « Pays de Cocagne », lié à la fois à la culture du pastel et à l’abondance des productions, et de « grenier à blé du Languedoc ». Exposée à un climat océanique altéré, elle est drainée par la Hyse, la Thésauque et par divers autres petits cours d'eau.
Montgeard est une commune rurale qui compte 555 habitants en 2022, après avoir connu une forte hausse de la population depuis 1975. Elle fait partie de l'aire d'attraction de Toulouse. Ses habitants sont appelés les Montgeardins et Montgeardines.
Le patrimoine architectural de la commune comprend trois  immeubles protégés au titre des monuments historiques : l'église Notre-Dame-de-l'Assomption, classée en 1980, le château, inscrit en 1992 puis classé en 1995, et le château de Roquefoulet, inscrit en 2001.

## Géographie

### Localisation
La commune de Montgeard se trouve dans le département de la Haute-Garonne, en région Occitanie.
Elle se situe à 33 km à vol d'oiseau de Toulouse, préfecture du département, et à 21 km d'Escalquens, bureau centralisateur du canton d'Escalquens dont dépend la commune depuis 2015 pour les élections départementales.
La commune fait en outre partie du bassin de vie de Nailloux.
Les communes les plus proches sont : 
Nailloux (2,1 km), Monestrol (3,0 km), Seyre (3,9 km), Aignes (4,2 km), Calmont (5,8 km), Gibel (6,2 km), Lagarde (6,5 km), Caignac (6,6 km).
Sur le plan historique et culturel, Montgeard fait partie du Lauragais, occupant une vaste zone, autour de l’axe central que constitue le canal du Midi, entre les agglomérations de Toulouse au nord-ouest et Carcassonne au sud-est et celles de Castres au nord-est et Pamiers au sud-ouest. C'est l'ancien « Pays de Cocagne », lié à la fois à la culture du pastel et à l’abondance des productions, et de « grenier à blé du Languedoc ».
Montgeard est limitrophe de sept autres communes.
Les communes limitrophes sont Nailloux, Aignes, Calmont, Gibel, Lagarde, Monestrol et Seyre.
|         | Nailloux  | Seyre     |
| Aignes  | Montgeard | Lagarde   |
| Calmont | Gibel     | Monestrol |

### Géologie et relief
La superficie de la commune est de 932 hectares ; son altitude varie de 195  à   290 mètres.

### Hydrographie

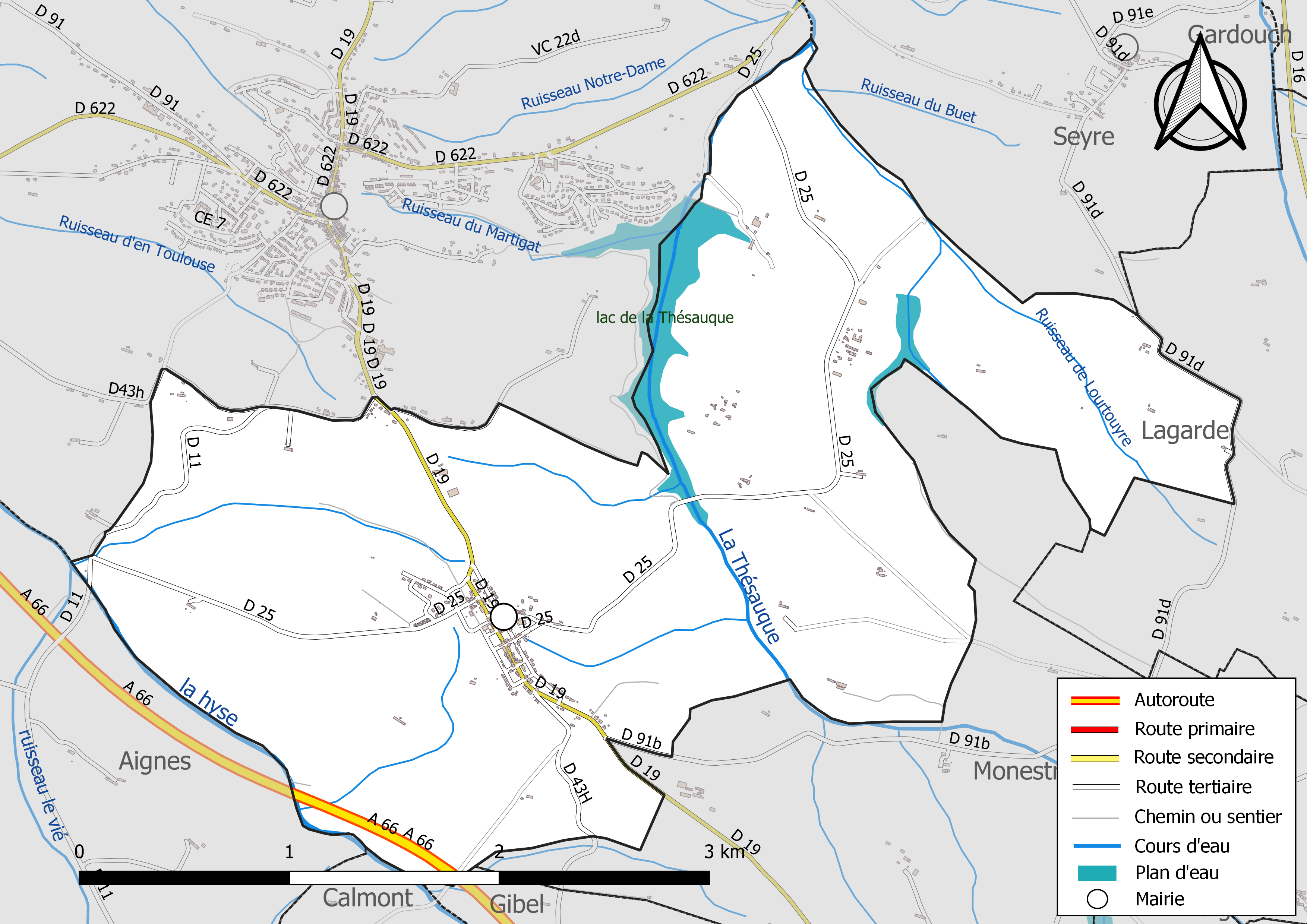
Réseaux hydrographique et routier de Montgeard.

La commune est dans le bassin de la Garonne, au sein du bassin hydrographique Adour-Garonne. Elle est drainée par la Hyse, la Thésauque, le ruisseau de Lourtouyre, le ruisseau du Martigat et par divers petits cours d'eau, constituant un réseau hydrographique de 12 km de longueur totale,.
La Hyse, d'une longueur totale de 29,3 km, prend sa source dans la commune de Gibel et s'écoule du sud-est vers le nord-ouest. Elle traverse la commune et se jette dans l'Ariège à Venerque, après avoir traversé 10 communes.
La Thésauque, d'une longueur totale de 16,7 km, prend sa source dans la commune de Caignac et s'écoule vers le nord. Elle traverse la commune et se jette dans l'Hers-Mort à Villenouvelle.

### Climat
Pour des articles plus généraux, voir Climat de l'Occitanie et Climat de la Haute-Garonne.
En 2010, le climat de la commune est de type climat du Bassin du Sud-Ouest, selon une étude s'appuyant sur une série de données couvrant la période 1971-2000. En 2020, Météo-France publie une typologie des climats de la France métropolitaine dans laquelle la commune est exposée à un climat océanique altéré et est dans la région climatique Aquitaine, Gascogne, caractérisée par une pluviométrie abondante au printemps, modérée en automne, un faible ensoleillement au printemps, un été chaud (19,5 °C), des vents faibles, des brouillards fréquents en automne et en hiver et des orages fréquents en été (15 à 20 jours).
Pour la période 1971-2000, la température annuelle moyenne est de 12,8 °C, avec une amplitude thermique annuelle de 15,7 °C. Le cumul annuel moyen de précipitations est de 776 mm, avec 9,5 jours de précipitations en janvier et 5,6 jours en juillet. Pour la période 1991-2020, la température moyenne annuelle observée sur la station météorologique la plus proche, située sur la commune de Ségreville à 19 km à vol d'oiseau, est de 13,4 °C et le cumul annuel moyen de précipitations est de 747,6 mm,. Pour l'avenir, les paramètres climatiques de la commune estimés pour 2050 selon différents scénarios d'émission de gaz à effet de serre sont consultables sur un site dédié publié par Météo-France en novembre 2022.

### Milieux naturels et biodiversité
Aucun espace naturel présentant un intérêt patrimonial n'est recensé sur la commune dans l'inventaire national du patrimoine naturel,,.

## Urbanisme

### Typologie
Au 1er janvier 2024, Montgeard est catégorisée commune rurale à habitat dispersé, selon la nouvelle grille communale de densité à sept niveaux définie par l'Insee en 2022.
Elle est située hors unité urbaine. Par ailleurs la commune fait partie de l'aire d'attraction de Toulouse, dont elle est une commune de la couronne,. Cette aire, qui regroupe 527 communes, est catégorisée dans les aires de 700 000 habitants ou plus (hors Paris),.

### Occupation des sols
L'occupation des sols de la commune, telle qu'elle ressort de la base de données européenne d’occupation biophysique des sols Corine Land Cover (CLC), est marquée par l'importance des territoires agricoles (97 % en 2018), une proportion identique à celle de 1990 (97 %). La répartition détaillée en 2018 est la suivante : 
terres arables (82,9 %), zones agricoles hétérogènes (14,1 %), eaux continentales (3 %). L'évolution de l’occupation des sols de la commune et de ses infrastructures peut être observée sur les différentes représentations cartographiques du territoire : la carte de Cassini (XVIIIe siècle), la carte d'état-major (1820-1866) et les cartes ou photos aériennes de l'IGN pour la période actuelle (1950 à aujourd'hui).

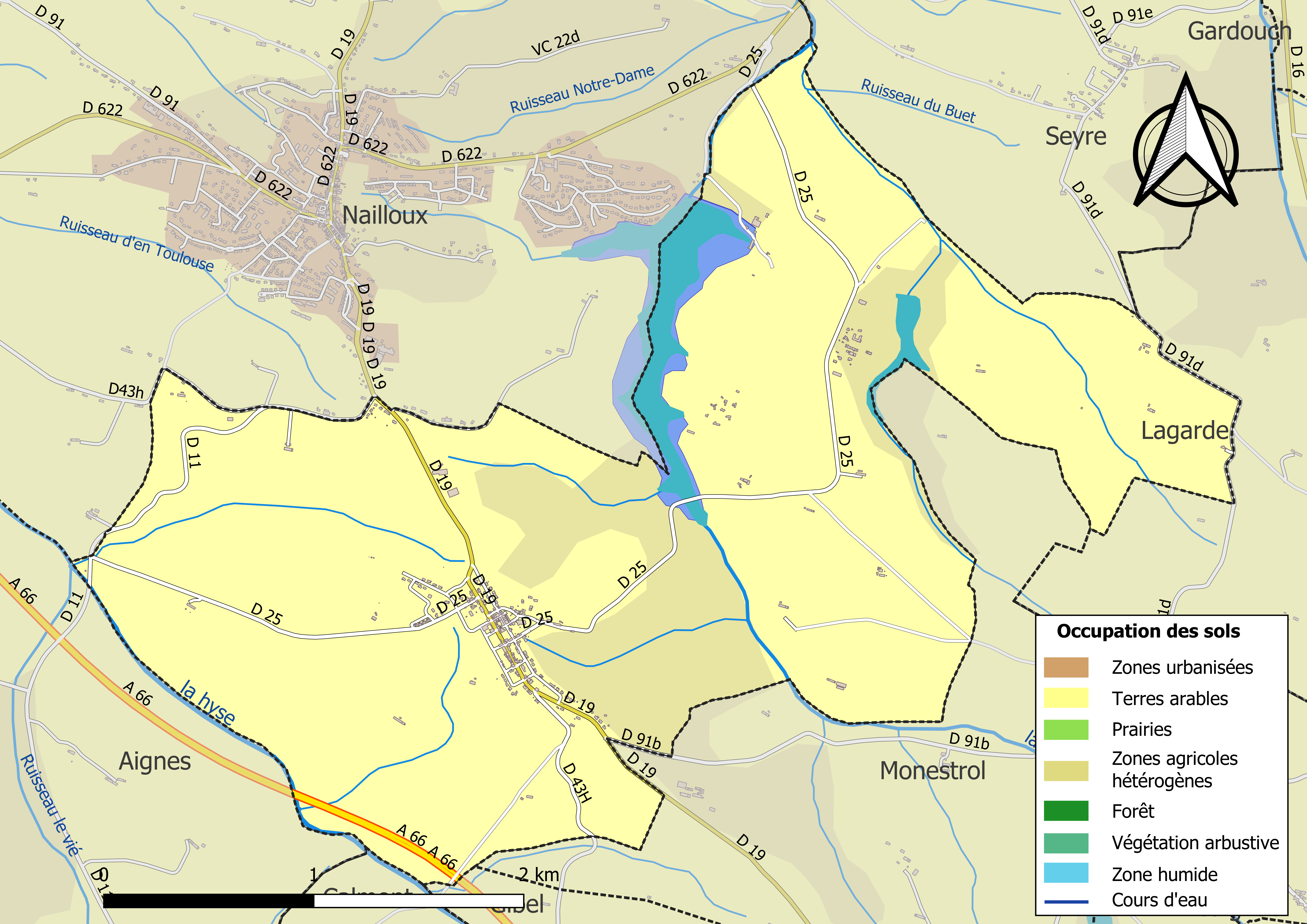
Carte des infrastructures et de l'occupation des sols de la commune en 2018 (CLC).

### Voies de communication et transports
La ligne express Hop!303 du réseau liO relie le centre de la commune à la station Université-Paul-Sabatier du métro de Toulouse, et la ligne 327 relie le centre de la commune à la gare de Villefranche-de-Lauragais, en correspondance avec les TER Occitanie en direction de Toulouse-Matabiau.

### Risques majeurs
Le territoire de la commune de Montgeard est vulnérable à différents aléas naturels : météorologiques (tempête, orage, neige, grand froid, canicule ou sécheresse), inondations et séisme (sismicité très faible). Un site publié par le BRGM permet d'évaluer simplement et rapidement les risques d'un bien localisé soit par son adresse soit par le numéro de sa parcelle.
Certaines parties du territoire communal sont susceptibles d’être affectées par le risque d’inondation par débordement de cours d'eau, notamment le Thésauque. La commune a été reconnue en état de catastrophe naturelle au titre des dommages causés par les inondations et coulées de boue survenues en 1982, 1996, 1999, 2009 et 2018,.

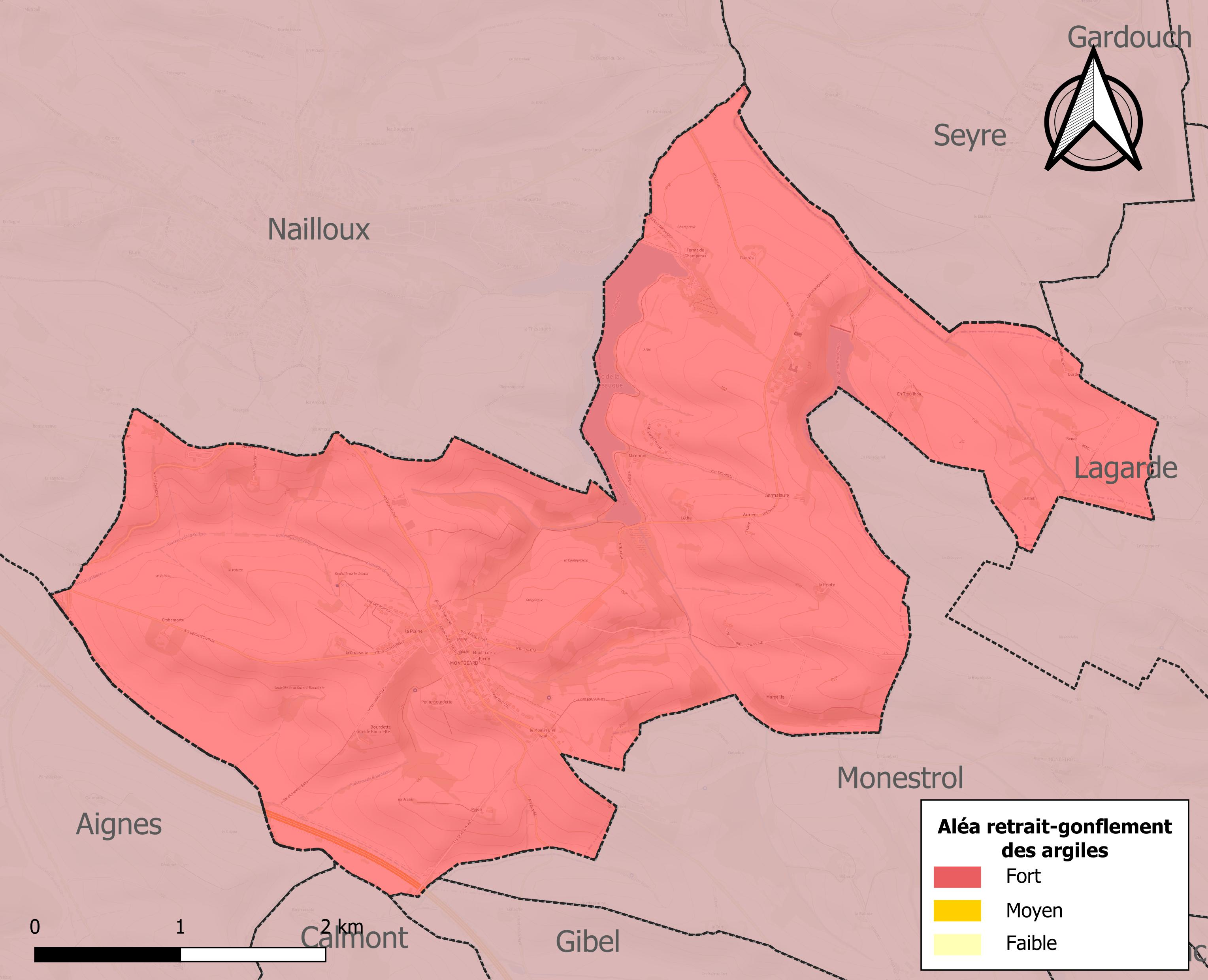
Carte des zones d'aléa retrait-gonflement des sols argileux de Montgeard.

Le retrait-gonflement des sols argileux est susceptible d'engendrer des dommages importants aux bâtiments en cas d’alternance de périodes de sécheresse et de pluie. La totalité de la commune est en aléa moyen ou fort (88,8 % au niveau départemental et 48,5 % au niveau national). Sur les 208 bâtiments dénombrés sur la commune en 2019, 208 sont en aléa moyen ou fort, soit 100 %, à comparer aux 98 % au niveau départemental et 54 % au niveau national. Une cartographie de l'exposition du territoire national au retrait gonflement des sols argileux est disponible sur le site du BRGM,.
Par ailleurs, afin de mieux appréhender le risque d’affaissement de terrain, l'inventaire national des cavités souterraines permet de localiser celles situées sur la commune.
Concernant les mouvements de terrains, la commune a été reconnue en état de catastrophe naturelle au titre des dommages causés par la sécheresse en 2003, 2012, 2016 et 2017 et par des mouvements de terrain en 1999.

## Histoire

### Une bastide
Les origines du village de Montgeard se confondent avec l’histoire de la reconquête politique du Midi toulousain dans le contexte de l’après-Croisade des Albigeois : l’âge des bastides.
La naissance de Montgeard reflète la volonté du pouvoir royal de reprendre en main un territoire auparavant acquis à la cause cathare (les coteaux sud de Nailloux-Montesquieu) en implantant une ville neuve qui pourra attirer de nouveaux habitants dispersés ou venus des vieux villages voisins : Monestrol, Nailloux.
Sa fondation s’est effectuée en deux temps. Le 21 juin 1317, un contrat de paréage est signé entre le seigneur de Nailloux, Hugues Peytavin et le représentant du roi Philippe V à Toulouse, le sénéchal Guy Guiard (qui donnera son nom à la localité : « mont-Guiard », devenu Montgeard). La planification orthogonale caractéristique du village est alors tracée, au sommet d’une colline, dans la forêt dite « d’Artiz » à une demi-lieue du village de Nailloux, auprès d’une église portant le nom de Notre-Dame des Cabanes,. Les premiers montgeardins sont invités à venir s’installer et, moyennant une redevance annuelle, ils deviennent propriétaires de « lots » dans la nouvelle ville. Un an plus tard (juillet 1318), une charte est octroyée à la nouvelle localité : elle détermine en 50 articles les coutumes locales en termes de liberté des personnes, mais aussi les franchises ou « privilèges » attribués sur le plan économique : répartition de l’impôt, déroulement des foires et marchés, etc.
Une jalousie supposée ou la crainte d’un exode de sa population entraîne le village voisin de Nailloux à réclamer les mêmes droits que les montgeardins. C’est chose faite avec l’acte d’union de 1319, qui proclame le rattachement de Nailloux à Montgeard et la jouissance des mêmes privilèges.

### L’âge d’or du pastel
Comme de nombreuses autres localités rurales du triangle Toulouse-Albi-Carcassonne, Montgeard a connu une période de forte prospérité avec l’apogée de la production du pastel, entre la fin de la guerre de Cent Ans (1453) et le début des guerres de Religion (1562).
Issu d’une plante, Isatis tinctoria, ce colorant était la seule source de teinture bleue connue en Europe jusqu’à la fin du XVIe siècle. Le pastel était cultivé comme une plante potagère, ce qui nécessitait une main d’œuvre importante. Les feuilles étaient récoltées, lavées, séchées, puis broyées dans un moulin pastellier. La pâte de pastel écrasée était ensuite amalgamée en grosses boules appelées « coques », ou « cocagnes » en Lauragais, qui étaient mises à sécher. Ces « cocagnes », qui ont donné au Lauragais son surnom de « pays de cocagne », étaient ensuite commercialisées depuis Toulouse sur le marché européen.
Plusieurs familles de propriétaires terriens profitent alors de la richesse des sols, de la clémence du climat et de l’abondance de main d’œuvre locale pour faire fortune dans cette activité devenue rapidement spéculative. Ce sont les Faget, les Ganac, les Caussidières et bien sur les plus célèbres, les Durand, dont les noms ont été gravés pour l’éternité dans les murs de l’église paroissiale.
Deux exemples du patrimoine architectural de Montgeard attestent de cette prospérité :
- L’église Notre-Dame-de-l’Assomption, construite entre 1522 et 1561, est un superbe exemple d’architecture gothique méridionale. Construite grâce à l’argent du pastel, elle présente en façade un clocher-porche inachevé unique en Lauragais, dont la base massive aurait dû accueillir une tour octogonale peut-être semblable à celle de l’église voisine de Cintegabelle. À l’intérieur, la décoration sculptée est réputée pour ses superbes clefs de voûte et culots armoriés. De nombreux objets d'art datés de la Renaissance sont dignes d'intérêts : un bénitier en marbre venu de Pise (1516), un retable d’albâtre démembré importé d’Angleterre (années 1420-1460), des dalles funéraires portant des épitaphes en occitan (milieu du XVIe siècle) et un grand retable de pierre et stuc daté de la fin du XVIe siècle. La décoration des voûtes à l’imitation de la cathédrale d’Albi au XIXe siècle a valu à l’église de Montgeard son surnom de « petit Albi »[27].

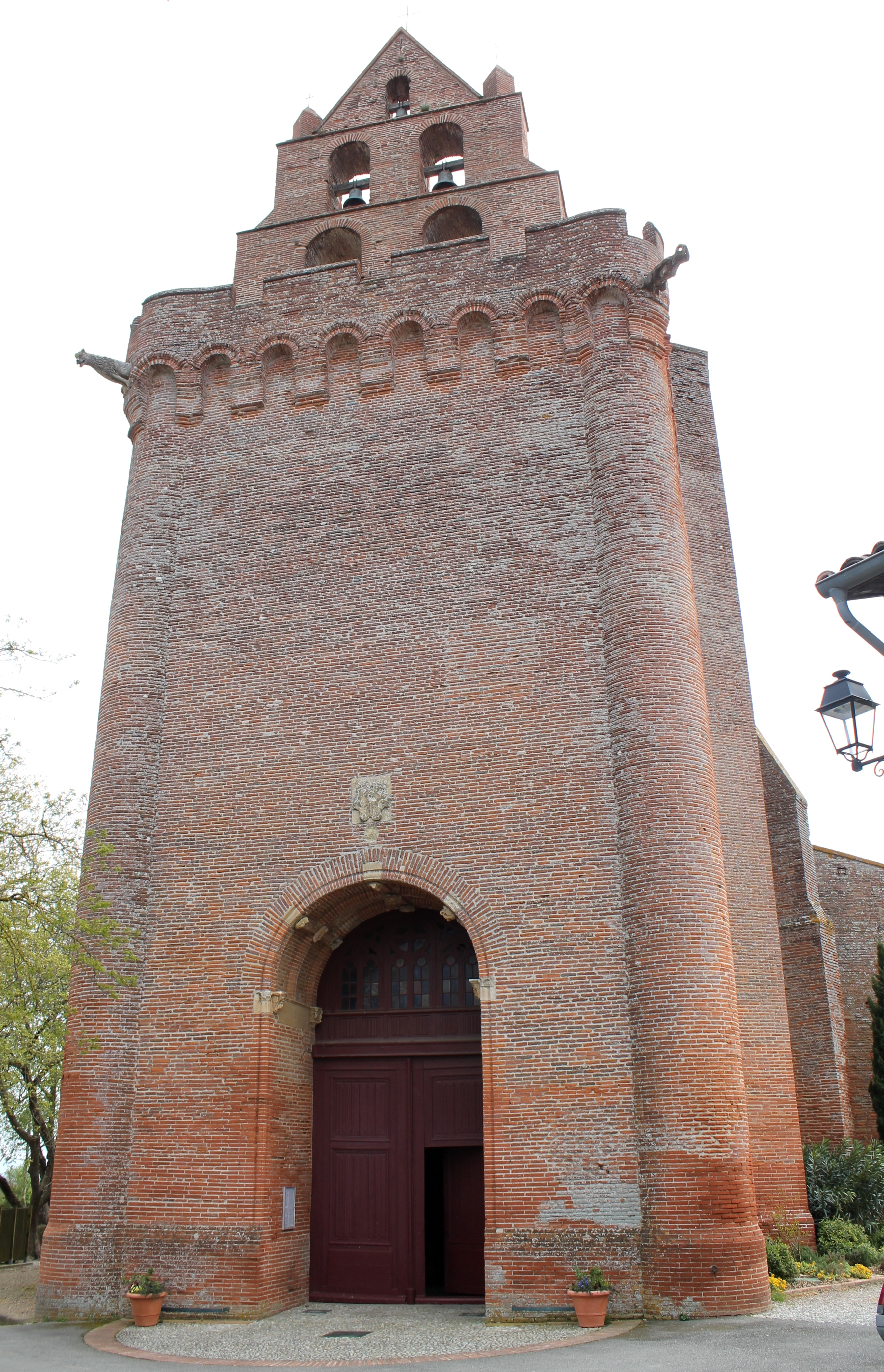
Clocher-porche
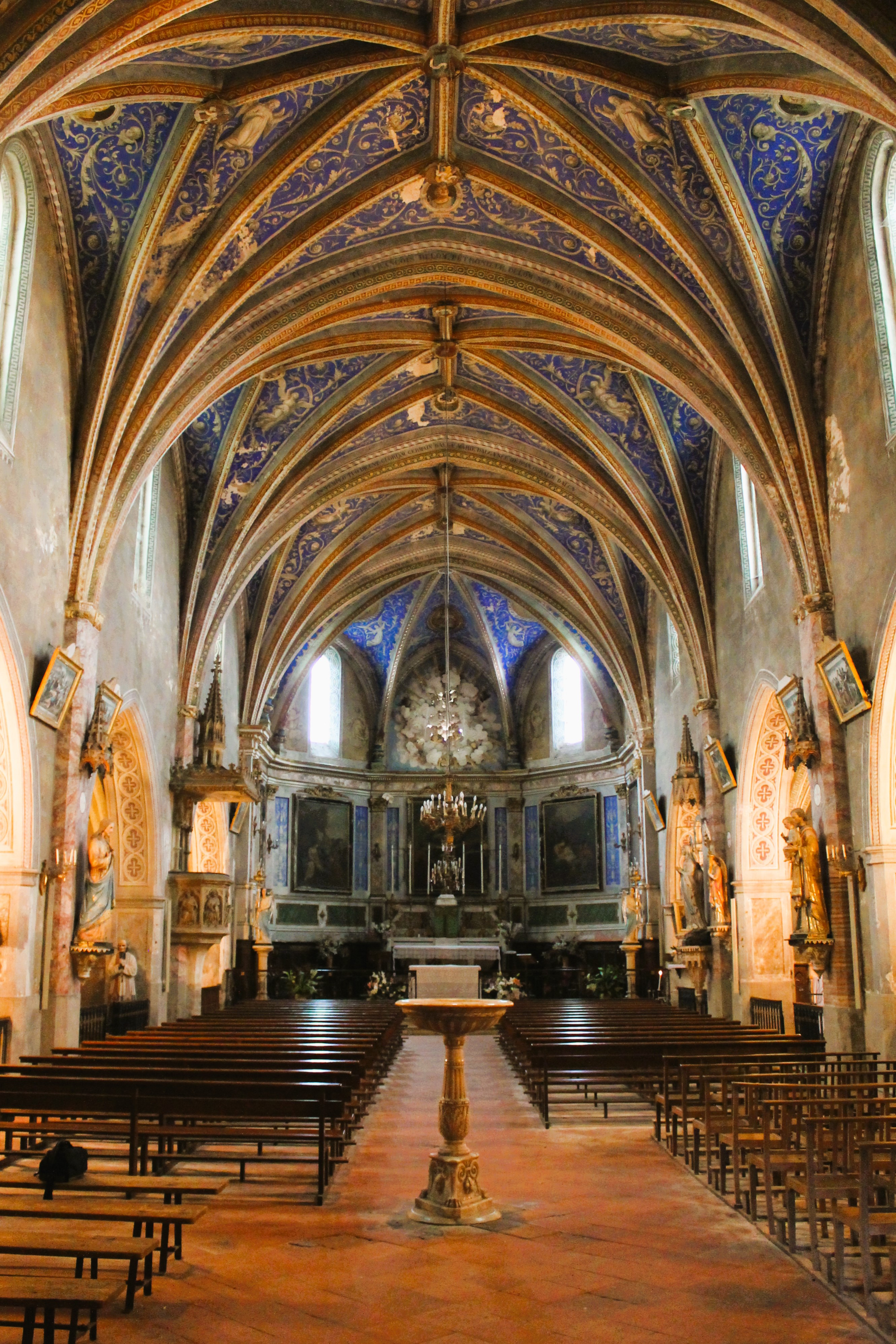
Nef
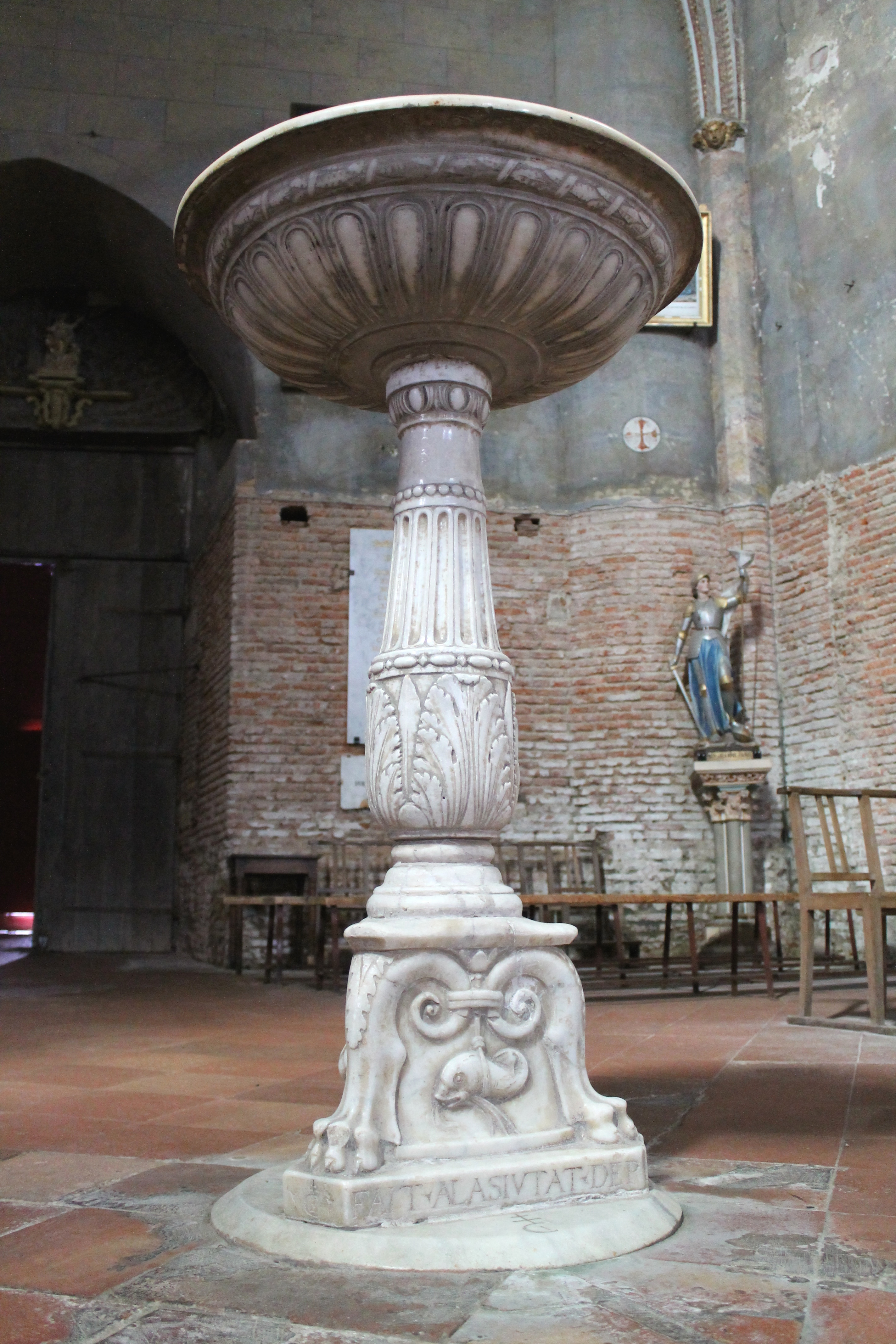
Bénitier
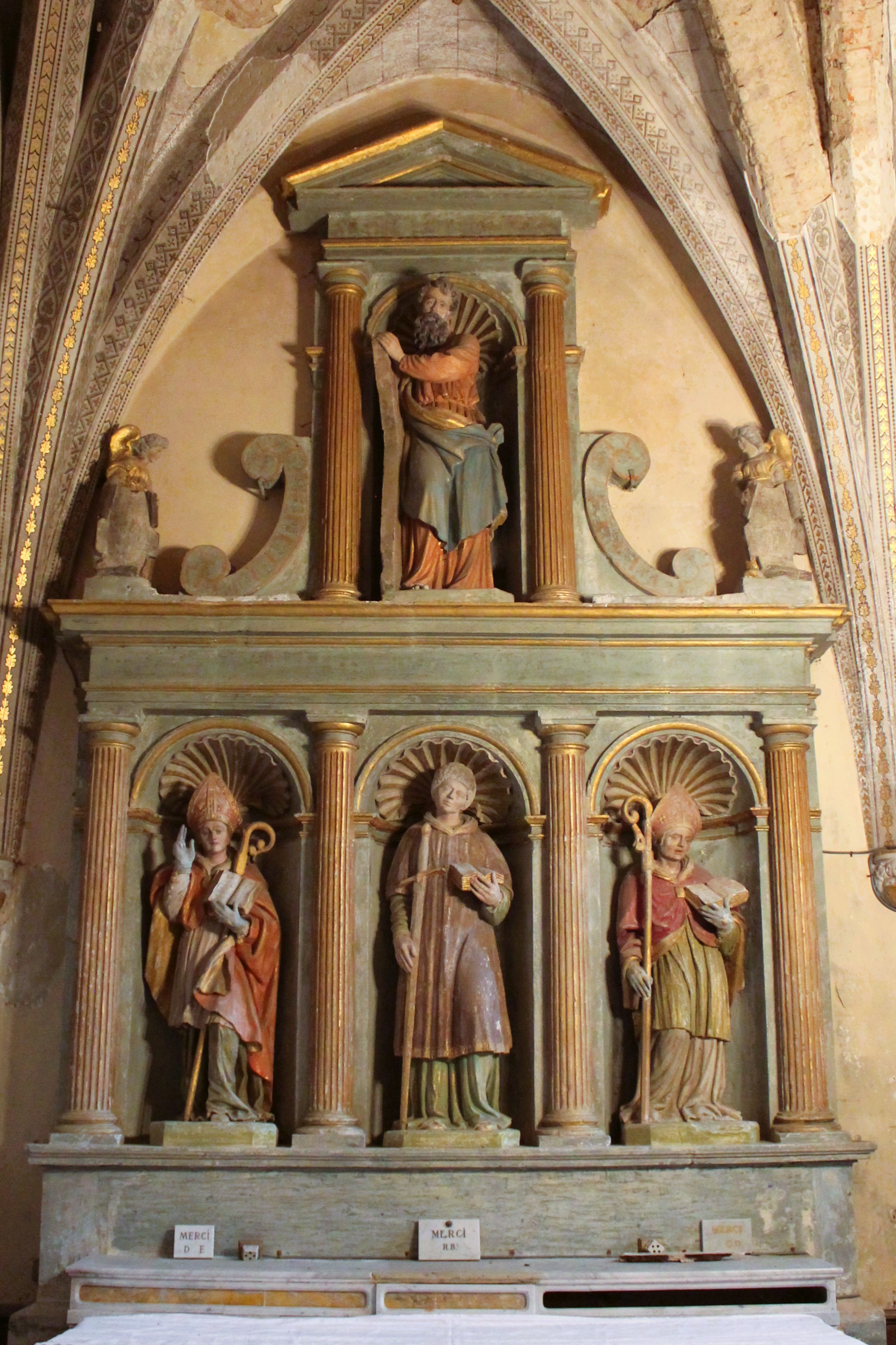
Retable de Montgeard

- L’hôtel Durand, également appelé « château de Montgeard », est un hôtel particulier dont la construction a dû commencer au début du XVIe siècle. En 1555, Guillaume Durand rachète les droits seigneuriaux sur le village, devenant le premier seigneur de Montgeard[27]. Comme les hôtels de Bernuy et d’Assezat de Toulouse, il témoigne de la richesse considérable accumulée par les marchands de pastel. À l’extérieur, le bâtiment est bordé d’une galerie à arcades en face de la halle du village et qui a pu accueillir des marchands. Les façades présentent des fenêtres à croisée décorées de sculptures grotesques. L’intérieur est connu pour ces énormes cheminées, sa décoration sculptée, ces impressionnantes caves voûtées et une peinture murale représentant la « Tentation de saint Antoine » d’après Jacques Callot[32].

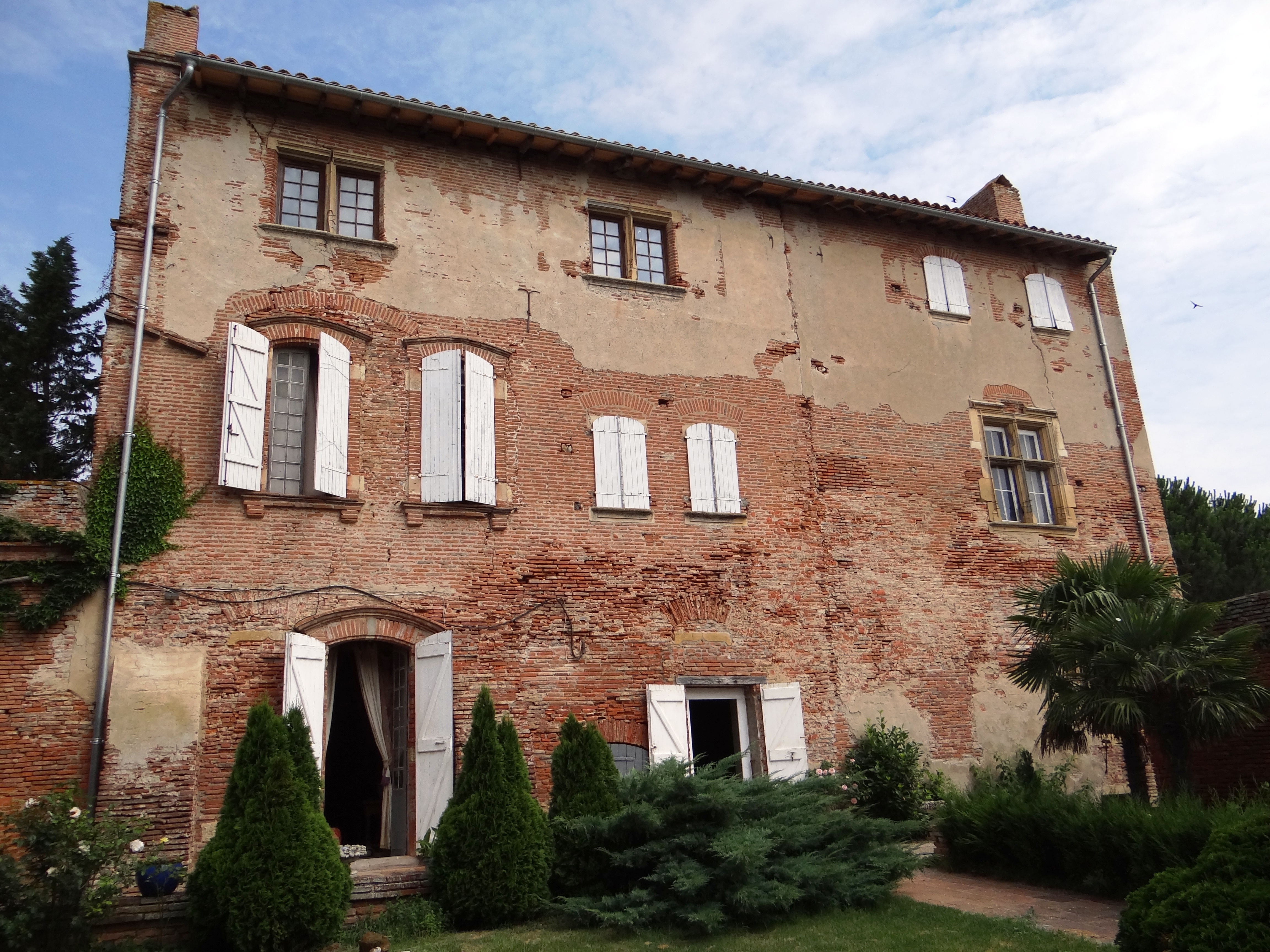
Façade sur jardin
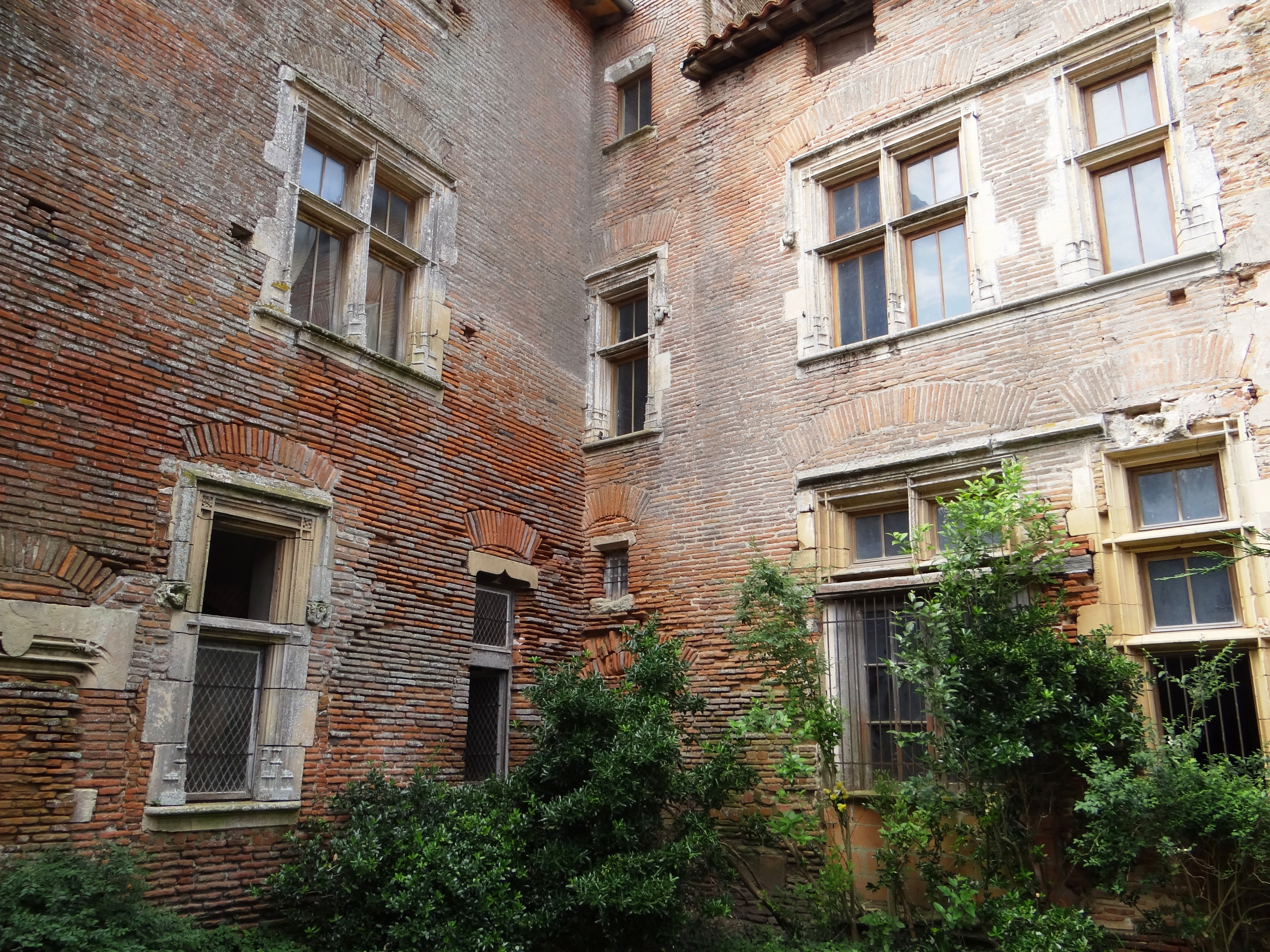
Façade sur cour
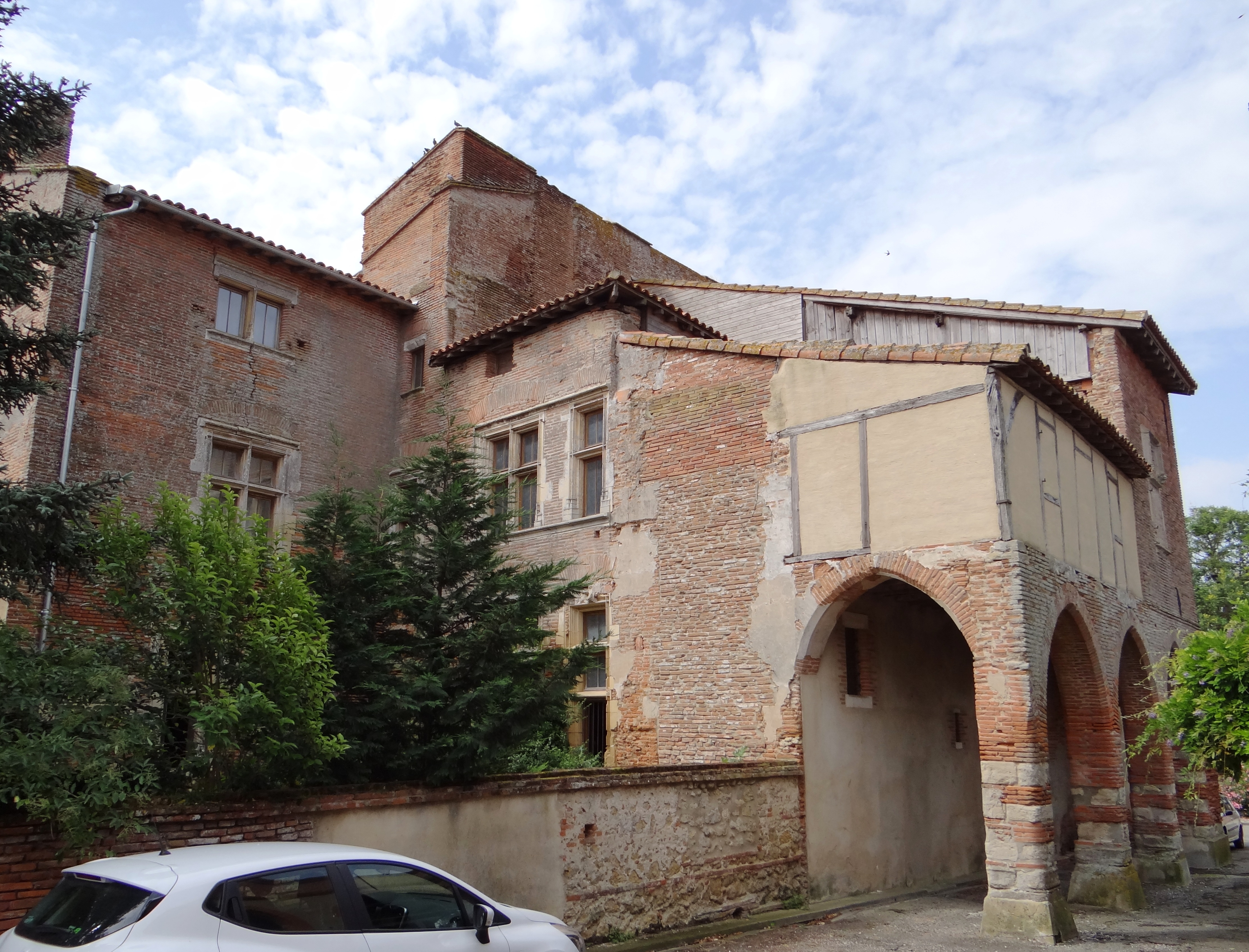
Galerie sur rue
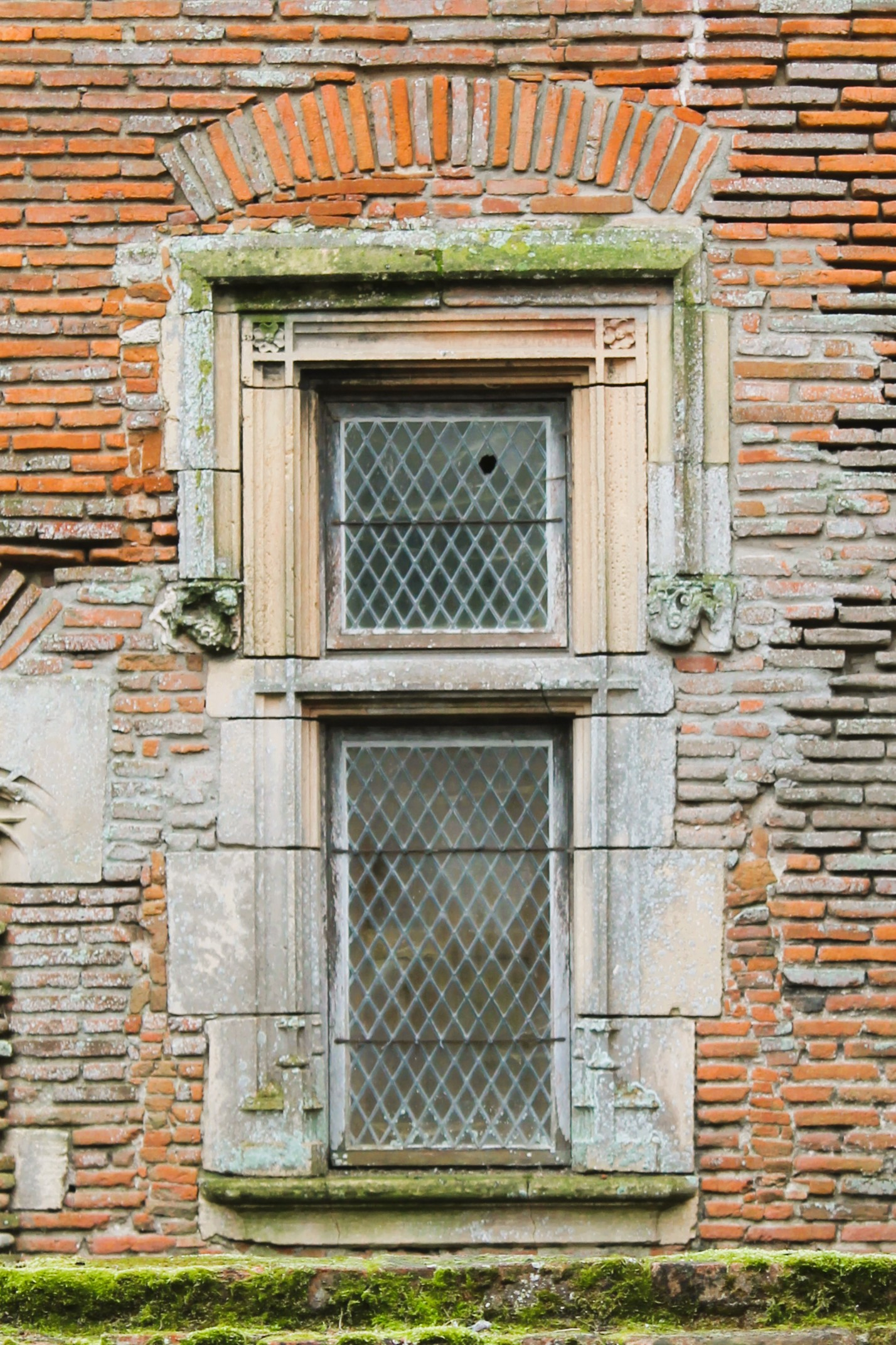
Fenêtre à meneau

### D'une culture à l'autre
La chute des cours du pastel au début des années 1560, l’arrivée d’un colorant concurrent (l’indigo) sur le marché européen et les désordres causés par les guerres de religion ont entraîné une période de déclin relatif pour Montgeard.
Alors que les grandes familles de marchands pastelliers redeviennent de simples propriétaires terriens, les guerres de religion achèvent de ruiner la région. La proximité du comté de Foix et de localités acquises à la Réforme (Calmont, Gibel, Mazères) explique en partie l’ardeur de ces conflits. Cependant, le calme revenu, les XVIIe, XVIIIe et début du XIXe siècles sont une nouvelle période de prospérité pour Montgeard, grâce à la culture du blé.
Cette abondance, sans commune mesure avec l’âge d’or du pastel, se traduit par une expansion démographique, le village débordant au-delà des anciens fossés de la bastide médiévale dans un nouveau quartier, surnommé le « barri ». Signe des temps, une nouvelle halle « aux grains » est construite en 1763 ; elle a depuis été remplacée par la halle actuelle. Comme dans de nombreux villages du Lauragais, cette halle servait de lieu de dépôt et d’évaluation des récoltes, avant le grand voyage, par l’ancienne route de Nailloux, via le port de Gardouch et le canal du Midi, vers d’autres lieux de négoce, notamment Toulouse. À partir de la deuxième moitié du XIXe siècle, la concurrence des blés d’Europe de l’Est venu par le chemin de fer entraînera de nouveau un lent déclin.
- Situé dans un hameau à proximité du village, le château de Roquefoulet, construit au début du XIXe siècle, est un des derniers exemples de ces nombreux « châteaux du froment »[33] qui ont été construits en Lauragais pendant cette période. Il est l’œuvre de l’architecte Delor de Masbou, également responsable du dôme de la Grave à Toulouse. Il s’agit d’un exemple de style palladien assez sobre, avec un corps central cubique à deux niveaux flanqué de deux ailes en rez-de-chaussée, à l’alignement du corps central ; sa façade arrière est agrémentée d’un avant-corps en forme de rotonde qui rappelle le modèle néo-classique du château de Reynerie. Le décor intérieur (menuiseries, peintures) est à l’imitation de l’antique. Parc remarquable[34].

## Politique et administration

### Administration municipale
Le nombre d'habitants au recensement de 2011 étant compris entre 100 et 499, le nombre de membres du conseil municipal pour l'élection de 2014 est de onze,.

### Rattachements administratifs et électoraux
Commune faisant partie de la septième circonscription de la Haute-Garonne, de la communauté de communes des Terres du Lauragais et du canton d'Escalquens (avant le redécoupage départemental de 2014, Montgeard faisait partie de l'ex-canton de Nailloux et avant le 1er janvier 2017, de la communauté de communes des Coteaux du Lauragais Sud).

### Liste des maires
| Période                                  | Période  | Identité              | Étiquette | Qualité   |
| ---------------------------------------- | -------- | --------------------- | --------- | --------- |
| mars 1961                                | 1983     | Édith de Sevin        | RPR       |           |
| mars 1983                                | 2008     | André Roou            | PS        |           |
| mars 2008                                | 2020     | Marie-Claire Garofalo | PS        | Retraitée |
| mars 2020                                | En cours | Serge Kondryszyn      | PS        |           |
| Les données manquantes sont à compléter. |          |                       |           |           |

## Population et société

### Démographie
| 1793 | 1800 | 1806 | 1821 | 1831 | 1836 | 1841 | 1846 | 1851 |
| ---- | ---- | ---- | ---- | ---- | ---- | ---- | ---- | ---- |
| 561  | 567  | 600  | 563  | 660  | 581  | 690  | 691  | 683  |

| 1856 | 1861 | 1866 | 1872 | 1876 | 1881 | 1886 | 1891 | 1896 |
| ---- | ---- | ---- | ---- | ---- | ---- | ---- | ---- | ---- |
| 716  | 672  | 612  | 602  | 553  | 479  | 497  | 512  | 468  |

| 1901 | 1906 | 1911 | 1921 | 1926 | 1931 | 1936 | 1946 | 1954 |
| ---- | ---- | ---- | ---- | ---- | ---- | ---- | ---- | ---- |
| 414  | 436  | 425  | 329  | 339  | 330  | 308  | 297  | 271  |

| 1962 | 1968 | 1975 | 1982 | 1990 | 1999 | 2006 | 2007 | 2012 |
| ---- | ---- | ---- | ---- | ---- | ---- | ---- | ---- | ---- |
| 247  | 228  | 256  | 223  | 290  | 323  | 409  | 421  | 455  |

| 2017 | 2022 | - | - | - | - | - | - | - |
| ---- | ---- | - | - | - | - | - | - | - |
| 487  | 555  | - | - | - | - | - | - | - |

| selon la population municipale des années : | 1968 | 1975 | 1982 | 1990 | 1999 | 2006 | 2009 | 2013 |
| Rang de la commune dans le département      | 308  | 257  | 338  | 274  | 281  | 254  | 254  | 256  |
| Nombre de communes du département           | 592  | 582  | 586  | 588  | 588  | 588  | 589  | 589  |

### Enseignement
Montgeard fait partie de l'académie de Toulouse.

### Écologie et recyclage
La collecte et le traitement des déchets des ménages et des déchets assimilés ainsi que la protection et la mise en valeur de l'environnement se font dans le cadre de CoLaurSud (communauté de communes des coteaux du Lauragais Sud).
Une déchèterie est située sur la commune, le long de la route entre Nailloux et Calmont.

## Économie

### Revenus
En 2018  (données Insee publiées en septembre 2021), la commune compte 199 ménages fiscaux, regroupant 500 personnes. La médiane du revenu disponible par unité de consommation est de 24 150 € (23 140 € dans le département).

### Emploi
|                | 2008  | 2013  | 2018  |
| -------------- | ----- | ----- | ----- |
| Commune        | 5,7 % | 5,7 % | 8,2 % |
| Département    | 7,7 % | 9,6 % | 9,3 % |
| France entière | 8,3 % | 10 %  | 10 %  |

En 2018, la population âgée de 15 à 64 ans s'élève à 307 personnes, parmi lesquelles on compte 80,1 % d'actifs (71,9 % ayant un emploi et 8,2 % de chômeurs) et 19,9 % d'inactifs,. Depuis 2008, le taux de chômage communal (au sens du recensement) des 15-64 ans est inférieur à celui de la France et du département.
La commune fait partie de la couronne de l'aire d'attraction de Toulouse, du fait qu'au moins 15 % des actifs travaillent dans le pôle,. Elle compte 105 emplois en 2018, contre 57 en 2013 et 40 en 2008. Le nombre d'actifs ayant un emploi résidant dans la commune est de 223, soit un indicateur de concentration d'emploi de 47,2 % et un taux d'activité parmi les 15 ans ou plus de 67,6 %.
Sur ces 223 actifs de 15 ans ou plus ayant un emploi, 41 travaillent dans la commune, soit 19 % des habitants. Pour se rendre au travail, 85,6 % des habitants utilisent un véhicule personnel ou de fonction à quatre roues, 5,9 % les transports en commun, 4 % s'y rendent en deux-roues, à vélo ou à pied et 4,5 % n'ont pas besoin de transport (travail au domicile).

### Activités hors agriculture
33 établissements sont implantés  à Montgeard au 31 décembre 2019. Le tableau ci-dessous en détaille le nombre par secteur d'activité et compare les ratios avec ceux du département,.
| Secteur d'activité                                                                                        | Commune | Commune | Département |
| Secteur d'activité                                                                                        | Nombre  | %       | %           |
| --- | ------- | ------- | ----------- |
| Ensemble                                                                                                  | 33      | 100 %   | (100 %)     |
| Industrie manufacturière, industries extractives et autres                                                | 3       | 9,1 %   | (5,7 %)     |
| Construction                                                                                              | 9       | 27,3 %  | (12 %)      |
| Commerce de gros et de détail, transports, hébergement et restauration                                    | 8       | 24,2 %  | (25,9 %)    |
| Information et communication                                                                              | 1       | 3 %     | (4,1 %)     |
| Activités financières et d'assurance                                                                      | 1       | 3 %     | (3,8 %)     |
| Activités immobilières                                                                                    | 1       | 3 %     | (4,2 %)     |
| Activités spécialisées, scientifiques et techniques et activités de services administratifs et de soutien | 4       | 12,1 %  | (19,8 %)    |
| Administration publique, enseignement, santé humaine et action sociale                                    | 2       | 6,1 %   | (16,6 %)    |
| Autres activités de services                                                                              | 4       | 12,1 %  | (7,9 %)     |

Le secteur de la construction est prépondérant sur la commune puisqu'il représente 27,3 % du nombre total d'établissements de la commune (9 sur les 33 entreprises implantées  à Montgeard), contre 12 % au niveau départemental.

### Agriculture
|               | 1988 | 2000 | 2010 | 2020 |
| ------------- | ---- | ---- | ---- | ---- |
| Exploitations | 10   | 4    | 3    | 2    |
| SAU (ha)      | 297  | 298  | 266  | 250  |

La commune est dans le Lauragais, une petite région agricole occupant le nord-est du département de la Haute-Garonne, dont les coteaux portent des grandes cultures en sec avec une dominante blé dur et tournesol. En 2020, l'orientation technico-économique de l'agriculture  sur la commune est la culture de céréales et/ou d'oléoprotéagineuses. Deux exploitations agricoles ayant leur siège dans la commune sont dénombrées lors du recensement agricole de 2020 (dix en 1988). La superficie agricole utilisée est de 250 ha,,.

## Culture locale et patrimoine

### Lieux et monuments
Le village de Montgeard possède un très riche patrimoine, témoignage de la richesse extraordinaire accumulée par certains de ses habitants au XVIe siècle notamment.
- Église Notre-Dame-de-l'Assomption (construite entre 1522 et 1561), surnommée le "Petit Albi"[30], est classée au titre objet des monuments historiques[50].
- Château de Montgeard (construit au milieu du XVIe siècle), également appelé Hôtel Durand[51].
- Château de Roquefoulet (construit en 1818)[52], à l'extérieur de la bastide, dans le hameau du même nom.
- Pigeonnier du Fort (construit pendant la deuxième moitié du XVIe siècle), aujourd'hui sur le territoire de la commune voisine de Monestrol.
- Lac de la Thésauque, parc aquatique, base de loisirs pour activités de pleine nature, à cheval sur les communes de Montgeard et Nailloux[53].

### Personnalités liées à la commune
- Guy Guiard : sénéchal de Toulouse, fondateur de la bastide de Montgeard pour Philippe V de Valois (1317)
- Guillaume Durand : marchand de pastel, premier seigneur de Montgeard (1554)
- Aimé Ramond, Officier de police, résistant, mort pour la France (1944)

### Héraldique
| Blason de Montgeard | Blason  | De gueules au monde surmonté d'une croisette d'or, accompagné de trois fleurs de lys du même. |
| Blason de Montgeard | Détails | . Le statut officiel du blason reste à déterminer.                                            |

## Pour approfondir

### Liens Externes
- Site officiel